# Sarah Pind Kristensen
Sarah Pind Kristensen (født 22. april 2002[kilde mangler]) er en dansk skuespiller.
Siden 2016 har hun medvirket i DR Ultras tv-serie Klassen, hvor hun spiller Emma. Hun har også medvirket i mini-tv-serien Mit 50/50 Liv, hvor hun spillede rollen som Maya.
Sarah går på hanebjerg skole i Hillerød, tidligere elev på Hillerød byskole.
Sarah har været model siden hun var barn, da har hun medvirket i diverse reklamer som for Legoland og Kvickly.

## Filmografi
| År        | Serie              | Rolle | Noter      |
| --------- | ------------------ | ----- | ---------- |
| 2016      | Mit 50/50 live     | Maja  | 6 episoder |
| 2016-2017 | Klassen            | Emma  | Sæson 1,2  |
| 2016      | Klassen: Juletyven | Emma  |            |